# Dornier S-Ray 007
Dornier S-Ray 007 – dwumiejscowa amfibia powstała w zakładach Dornier Techologie, z chowanym podwoziem z kółkiem przednim, która umożliwia operowanie zarówno na akwenach jak i na lądzie. Dornier S-Ray jest konstrukcją po części bazującą na jednym z pierwszych wodnosamolotów Claude'a Dorniera z 1921 roku – Dornier Libelle. Tak też brzmiała z początku nazwa najnowszego samolotu Dorniera, która po próbach na wodzie i w powietrzu, z powodów prawnych została zmieniona na Dornier S-Ray 007. Inicjatorem pomysłu był Iren Dornier – wnuk sławnego konstruktora wodnosamolotów – Claude'a Dorniera, właściciel zakładów Dornier Technologie GmbH.

## Konstrukcja
Dornier S-Ray 007 to lekki górnopłat wykonany z materiałów kompozytowych. Pływaki, zapewniające stabilność podczas startu, lądowania i poruszania się wodnosamolotu po wodzie są połączone z kadłubem. Skrzydło oraz silnik samolotu (Rotax 912S lub Rotax 914) ze śmigłem ciągnącym znajdujący się centralnie nad kabiną pilota, umieszczone są na wychodzącym z górnej części kadłuba pylonie. Skrzydła samolotu można przekręcić o 90°, co może ułatwić transport. Elektrycznie sterowane podwozie można schować i wypuścić pod wodą,  umożliwia samodzielne opuszczenie akwenu lub wjazd do niego w miejscach z łagodnie opadającym, utwardzonym brzegiem. Podobną właściwość posiada m.in. ultralekki wodnosamolot SeaMax produkowany przez brazylijską firmę Airmax. Dornier S-Ray 007 posiada umieszczony pod kadłubem ster, ułatwiający sterowanie samolotem na wodzie przy niewielkich prędkościach. Zbiorniki paliwa mogące pomieścić 100 litrów paliwa pozwalają na przelot 850 km.

## Pierwszy lot
Pierwszy lot wodnosamolotu Dornier S-Ray 007 odbył się 14 lipca 2007 roku we Friedrichshafen. Za sterami zasiadł pilot doświadczalny Gerhard Thalhammer.